# 洛維茲弧
洛維茲弧（Lowitz arc）是大氣層發生的一種光學現象，是一種罕見的冰晶暈，形成一個從幻日向內延伸的發光弧，並可能延伸到太陽上方或下方。

## 歷史

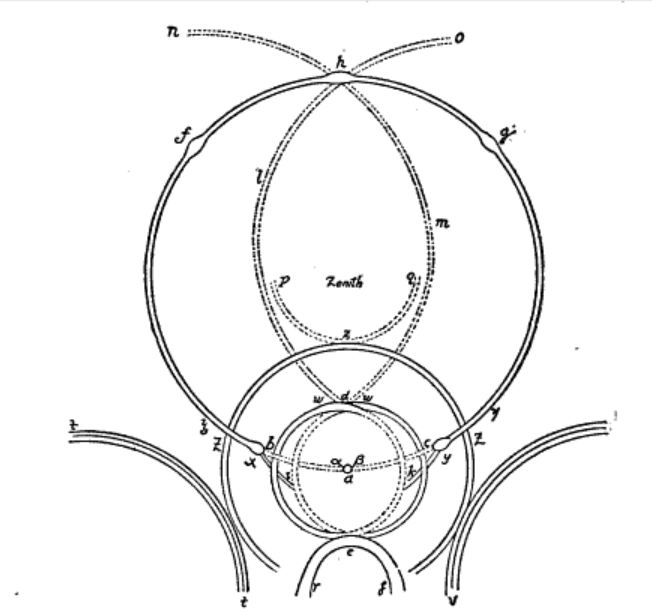
洛維茲的日暈圖：太陽（標記為αβa）位於影像底部附近兩個重疊的圓圈內。幻日（標示為bx和cy）分別位於太陽的左右兩側。 「洛維茲弧」（標示為xi和yk）從幻日以銳角下降，並與環繞太陽的圓圈相交。

洛維茲弧以約翰·托比亞斯·洛維茲（Johann Tobias Lowitz）命名，他是一位出生於德國的俄羅斯藥劑師和實驗化學家。1790年6月18日早晨，洛維茲在俄羅斯聖彼得堡目睹了一場壯觀的日暈。在他的觀測中，他注意到幻日有弧線向下延伸到太陽下方。
1790年10月18日，洛維茲正式向聖彼得堡科學院報告了這一現象，並附上了他所目睹的景象的詳細描述。圖中所描繪的正是如今所謂的「下洛維茲弧」。
然而，一些科學家（並非毫無道理地）懷疑這種現象的存在，因為這種現像很少發生，由於洛維茨弧鮮為人知，目擊者並不總是能認出它；此外，在數位相機問世之前，目擊者很少手上剛好有相機可以記錄這些現象，即使他們有相機，感光度也不足以記錄微弱的洛維茲弧。直到大約1990年，才有清晰可見的洛維茲弧照片可供研究和分析。